# Ciclismo nos Jogos Pan-Americanos de 2011 - Velocidade por equipes feminino
A competição de velocidade por equipes feminino foi um dos eventos do ciclismo de pista nos Jogos Pan-Americanos de 2011 em Guadalajara. Foi disputada no Velódromo Pan-Americano no dia 17 de outubro.

## Calendário
Horário local (UTC-6).
| Data          | Horário | Fase         |
| ------------- | ------- | ------------ |
| 17 de outubro | 11:10   | Qualificação |
| 17 de outubro | 16:40   | Final        |

## Medalhistas
|  | VEN Venezuela                     |  | COL Colômbia                       |  | MEX México                  |
|  | Daniela Larreal Mariestela Vilera |  | Diana María García Juliana Gaviria |  | Nancy Contreras Luz Gaxiola |

## Resultados

### Qualificação
Sete pares participaram. As duas com os melhores tempos avançaram para a disputa pela medalha de ouro. A terceira e a quarta duplas disputaram a corrida pela medalha de bronze.
| Pos. | Ciclistas                          | País               | Tempo  | Obs. |
| ---- | ---------------------------------- | ------------------ | ------ | ---- |
| 1    | Daniela Larreal Mariestela Vilera  | VEN Venezuela      | 33.854 | Q,   |
| 2    | Diana María García Juliana Gaviria | COL Colômbia       | 34.375 | Q    |
| 3    | Nancy Contreras Luz Gaxiola        | MEX México         | 34.453 | q    |
| 4    | Elizabeth Carlson Madalyn Godby    | USA Estados Unidos | 34.788 | q    |
| 5    | Lisandra Guerra Arianna Herrera    | CUB Cuba           | 34.907 |      |
| 6    | Talia Aguirre Deborah Coronel      | ARG Argentina      | 36.953 |      |
|      | Sumaia Ribeiro Clemilda Fernandes  | BRA Brasil         | –      | DSQ  |

### Final
| Pos.                           | Ciclistas                          | País               | Tempo  |
| ------------------------------ | ---------------------------------- | ------------------ | ------ |
| Corrida pela medalha de ouro   |                                    |                    |        |
| Medalha de ouro                | Daniela Larreal Mariestela Vilera  | VEN Venezuela      | 33.611 |
| Medalha de prata               | Diana María García Juliana Gaviria | COL Colômbia       | 34.049 |
| Corrida pela medalha de bronze |                                    |                    |        |
| Medalha de bronze              | Nancy Contreras Luz Gaxiola        | MEX México         | 34.617 |
| 4                              | Elizabeth Carlson Madalyn Godby    | USA Estados Unidos | 34.993 |

Legenda
| Recorde mundial                  | Recorde mundial (World record)               |                       | Recorde africano                      | Recorde africano (African) |                                           | Q | Classificado por posição (Qualified) |
| Recorde dos Jogos Pan-Americanos | Recorde pan-americano (Pan-American record)  | Recorde da América    | Recorde da América (Americas)         | q                          | Classificado por melhor tempo (Qualified) |   |                                      |
| Melhor marca do ano              | Melhor marca do ano (World leading)          | Recorde asiático      | Recorde asiático (Asian)              | DNS                        | Não largou (Did not start)                |   |                                      |
| Recorde nacional                 | Recorde nacional (National record)           | Recorde europeu       | Recorde europeu (European)            | DNF                        | Não terminou (Did not finish)             |   |                                      |
| Recorde pessoal                  | Recorde pessoal do atleta (Personal best)    | Recorde da Oceania    | Recorde da Oceania (Oceania)          | DSQ / DQ                   | Desclassificado (Disqualified)            |   |                                      |
| Recorde da temporada             | Recorde da temporada do atleta (Season best) | Recorde sul-americano | Recorde sul-americano (South America) | NM                         | Sem marca (No mark)                       |   |                                      |